# Маликова, Маржона Абдумажид кизи
Маржона Абдумажид кизи Маликова (узб. Marjona Abdumajid qizi Malikova; род. 17 июля 2002, Акдарьинский район, Самаркандская область, Узбекистан) — узбекская шахматистка, международный мастер среди женщин (2023), член сборной Узбекистана по шахматам. В 2019 году выиграла Чемпионат Узбекистана по шахматам, а также в 2022 году принимала участие в 44-й Всемирной шахматной олимпиаде.

## Биография
Маржона Маликова родилась 17 июля 2002 года в Акдарьинском районе Самаркандской области. В девять лет начала заниматься шахматами.
С 2017 года начала участвовать в больших турнирах. В этом году на Чемпионате Азии в Ташкенте она стала серебряным призёром, а также в городе Карши приняла участие в международном шахматном турнире «Qarshi-Open».
В 2018 году Маржона принимала участие в Чемпионате стран Западной Азии, который проходил в Ташкенте и заняла пятое место. В этом же году она выиграла чемпионат страны по шахматам среди учащихся школ, а также в Ташкенте на Чемпионате Узбекистана среди девушек до 16 лет, выиграла серебряную медаль.
В 2019 году в Ташкенте проходил Чемпионат Азии по шахматам, на котором Маликова выиграла серебряную медаль. В этом же году она выиграла Чемпионат Узбекистана. В 2020 году на соревнованиях памяти Анаркулова в Самарканде также заняла первое место. Однако в 2021 году на Чемпионате Узбекистана по шахматам среди женщин, заняла лишь шестое место, а в 2022 году на том же чемпионате была четвёртой.
В 2022 году в Ченнаи (Индия) сборная Узбекистана по шахматам принимала участие в 44-й Всемирной шахматной олимпиаде, в составе которой также была Маржона Маликова. В семи партиях она выиграла три и одну сыграла в ничью. За участие в шахматной олимпиаде президент Узбекистана Шавкат Мирзиёев наградил Маржону Маликову медалью «Kelajak bunyodkori» (Созидатель будущего).
В 2023 году получила звание международного мастера среди женщин.